# Eugene Tackleberry
Eugene Tackleberry, detto anche Tack, è un personaggio immaginario della serie cinematografica di Scuola di polizia e dell'omonima serie animata, interpretato da David Graf, e doppiato da Luca Biagini e Massimo Cinque nei film e da Luca Semeraro nella serie animata. È uno degli unici tre personaggi (insieme ad Eric Lassard e Larvell Jones) a comparire in tutti e sette i film della serie.

## Caratteristiche
È uno dei cadetti della scuola di polizia e uno dei personaggi più singolari della serie. È fissato con le armi da fuoco, specialmente la Smith & Wesson 29 e le 44 Magnum.
Nella serie di film Eugene ha un carattere prevalentemente infantile, così pure nel linguaggio, ma non esita ad usare i suoi "giocattoli personali" quando si tratta di fare piazza pulita, rivelandosi estremamente pericoloso e risoluto. Se invece si tratta di far ragionare un bambino ribelle o un malintenzionato, sa essere molto persuasivo.
Nel secondo film si sposa con la collega Kathleen Kirkland, anche lei fissata con le armi.
Nel sesto film si scopre che ha un figlio con il suo stesso carattere.
Nella serie animata indossa sempre un casco e un paio occhiali da sole, e porta sempre con sé il bazooka. È il collega di Debbie Callahan nel quarto e quinto film, così come nel cartone animato.
In una puntata del cartone, si scopre che ha un nonno molto energico.